# Новая четверть
Новая четверть или Приказ новыя четверти — один из приказов в Русском царстве, существовал уже в 1597 году и назван так, по всей вероятности, в отличие от других существовавших тогда четвертей.
Четь — от слова четверть. После взятия Казани к существовавшим Владимирской, Новгородской и Рязанской третям добавилось Царство Казанское. Административные единицы начали называться четверть, или четь.
В ней сидели окольничий, оружейничий и два дьяка, Заведовала доходами с кружечных дворов, которых набиралось до 100 тысяч рублей, и судебными делами по тайной продаже вина и табака. В 1678 году к этому было прибавлено заведование калмыцкими делами, которые были перенесены сюда из Посольского приказа. В том же году Новая четверть была переименована в Приказ новыя четверти. Дальнейшую историю его см. Приказ Большого прихода.